# Halálugrás (film, 1994)
A Halálugrás (eredeti cím: Drop Zone), egy 1994-es amerikai akció-thriller, melynek rendezője John Badham, főszereplői Wesley Snipes, Gary Busey, Yancy Butler és Michael Jeter. 

## Cselekmény
|  | Alább a cselekmény részletei következnek! |

Pete Nessip és testvére, Terry, marsallok egy Boeing 747-es fedélzetén szállítják Earl Leedy számítógépes szakértőt egy szigorúan őrzött börtönbe. Egy állítólagos terrorista támadás során lyuk keletkezik a repülőn, aminek következtében Terry-t kiszippantja a légörvény. A támadók ejtőernyővel kiugranak a repülőből, Leedy-vel együtt.
A támadás mögött Ty Moncrief, egy volt DEA ügynök és ejtőernyős áll, aki az első olyan ejtőernyős ugrást hajtotta végre, amit 9100 méteres magasságból, egy utasszállító repülőgépből hajtottak végre. Ty Leedy segítségével akar betörni a DEA fő számítógépébe, hogy eladhassa a fedett ügynökök neveit a világ kábítószer-kartelljeinek. A támadást a Függetlenség Napja alkalmából rendezett ejtőernyős bemutató és tűzijáték idejére időzítette, amikor enyhébb a biztonsági ellenőrzés Washington felett.
Pete gyanítja, hogy a támadás egy gondosan megtervezett szökés Leedy számára. Az FBI azonban azt állítja, hogy lehetetlen ejtőernyőt átjuttatni a reptéri biztonsági ellenőrzésen, és a gép magasságában és sebességén végrehajtott ejtőernyős ugrás sem lehetséges. A csalódott Pete-t elbocsátják a szolgálatból.
Ennek ellenére Pete felkeres egy katonai ejtőernyős oktatót, aki megerősíti, hogy csapatával már ugrottak ilyen magasból és sebességről, de hozzátette, hogy az ejtőernyők sűrű fémgyűrűi nem mentek volna át a fémdetektorokon. Az oktató szerint a világklasszis ejtőernyős, Don Jagger képes lenne erre az ugrásra, de nem ismeri a tartózkodási helyét. Pete-et Jagger volt barátnőjéhez, Jessie Crossman-hez irányítják, aki egy ejtőernyős iskolát vezet. Jessie, nem tudva, hogy Jagger Ty csapatának tagja, beleegyezik, hogy kiképzi Pete-et, ha szponzorálja a csapatát az ejtőernyős bemutatón.
Később, amikor lelepleződik Jagger kiléte a repülőgép egyik utasának köszönhetően, Jagger holttestét egy nagyfeszültségű vezetéken találják meg. Jessie betör a rendőrségi raktárba, hogy megvizsgálja Jagger ejtőernyőjét. Megállapítja, hogy Ty meggyilkolta őt, és bosszút esküszik. Pete rákérdez, miért nincs fém az ejtőernyőben, amire Jessie elmagyarázza, hogy egy speciális "csempész felszerelésről" van szó, amiben a fémalkatrészeket speciális, erős műanyaggal helyettesítették.
Amikor Pete rájön Ty tervére, Jessie csapata beleegyezik, hogy segítenek neki. A Függetlenség Napja bemutató estéjén Jessie belopózik Ty repülőjébe, pisztollyal kényszerítve őket, hogy megmagyarázzák Jagger halálát. Ty emberei kilökik Jessie-t a gépből. Jessie zuhanásba kezd, de Pete és a csapata megmentik, majd ejtőernyővel a DEA irodaház tetejére érkeznek. Ty és emberei megkezdik a DEA épületében az illegális tevékenységüket.
Pete és a csapata egyenként likvidálják Ty embereit. Pete betör a központba, és túszul ejti Leedy-t (aki már elkezdte letölteni az adatokat). Ty elrabolja Jessie-t, és azzal fenyegetőzik, hogy megöli, ha Pete nem engedi el Leedy-t. Pete és Ty harcba összeverekednek, és mindketten kiesnek az ablakon. Pete kinyitja vész-ejtőernyőjét, Ty viszont lezuhan és meghal. Pete biztonságosan földet ér, és a mentősök elviszik. Ekkor észreveszi Leedy-t aki egy lopott DEA kabátban próbál meglépni a helyszínről, de Swoop (a csapat egyik tagja) észreveszi őt és megállítja.
|  | Itt a vége a cselekmény részletezésének! |

## Szereplők
| Szerep          | Színész              | Magyar szinkron |
| --------------- | -------------------- | --------------- |
| Pete Nessip     | Wesley Snipes        | Galambos Péter  |
| Ty Moncrief     | Gary Busey           | Kárpáti Tibor   |
| Jessie Crossman | Yancy Butler         | Kiss Virág      |
| Earl Leedy      | Michael Jeter        | Verebély Iván   |
| Selkirk         | Corin Nemec          | Fazekas István  |
| Puff            | Kyle Secor           | Balázsi Gyula   |
| Don Jagger      | Luca Bercovici       | Németh Gábor    |
| Terry Nessip    | Malcolm-Jamal Warner | Holl Nándor     |
| Bobby           | Rex Linn             | Wohlmuth István |
| Winona          | Grace Zabriskie      | Fodor Zsóka     |
| Kara            | Claire Stansfield    | Xantus Barbara  |

## Forgatás
A film ötlete két profi ejtőernyőstől, Tony Griffin-től és Guy Manos-tól származik. Eredetileg Steven Seagal-t szánták a főszerepre (egyes információ szerint 15 millió dollárért).
Wesley Snipes és a főbb szereplők nagy részének biztosítási szerződése nem engedte meg, hogy ejtőernyős ugrást végezzenek. Michael Jeter színész viszont tényleg végrehajtott egy tandemugrást.
A forgatás többnyire Miami, Key Largo és Washington városában volt. A forgatási munkálatok 1994. március 14-én kezdőtek és ugyanezen év június 7-én fejeződtek be.
A Halálugrás, az 1994-es év őszében bemutatott, két ejtőernyős tematikájú akciófilmjének egyike, a konkurenciája a Végsebesség (Terminal Velocity) című Charlie Sheen-film volt.

## Bevételi adatok
A Halálugrást 1994. december 9-én mutatták be az amerikai mozik, 2020 moziban. Nyitóhétvégéjén a 3. helyen végzett a szintén debütáló Zaklatás és az 5. hete műsoron lévő Télapu mögött. A film az Egyesült Államokban 28 735 315 dollárt hozott, ami a 45 millió dolláros költségvetéséhez képest bukásnak számít.

## Kritikai visszhang
A Rotten Tomatoes-on a Halálugrás 39%-os tetszési indexet ért el 23 kritikus véleménye alapján. 9 kritikus pozitívan 14 kritikus negatívan értékelte a John Badham akcióthrillerét. Cinema magazin 60%-ot adott a filmnek. Ezt írták: Wesley Snipes repül, különben felejthető. 

## Fordítás
- Ez a szócikk részben vagy egészben  a   Drop Zone (film) című angol Wikipédia-szócikk fordításán alapul.  Az eredeti cikk szerkesztőit annak laptörténete sorolja fel. Ez a jelzés csupán a megfogalmazás eredetét és a szerzői jogokat jelzi, nem szolgál a cikkben szereplő információk forrásmegjelöléseként.